# Les Villedieu
Les Villedieu is een gemeente in het Franse departement Doubs (regio Bourgogne-Franche-Comté) en telt 131 inwoners (1999). De plaats maakt deel uit van het arrondissement Pontarlier.

## Geografie
De oppervlakte van Les Villedieu bedraagt 14,8 km², de bevolkingsdichtheid is 8,9 inwoners per km². De gemeente grenst in het zuidoosten aan Zwitserland.
De onderstaande kaart toont de ligging van Les Villedieu met de belangrijkste infrastructuur en aangrenzende gemeenten.

## Demografie
Onderstaande figuur toont het verloop van het inwonertal (bron: INSEE-tellingen).